# 156 (số)
156 (một trăm năm mươi sáu) là một số tự nhiên ngay sau 155 và ngay trước 157.